# Torii Kiyonobu II.

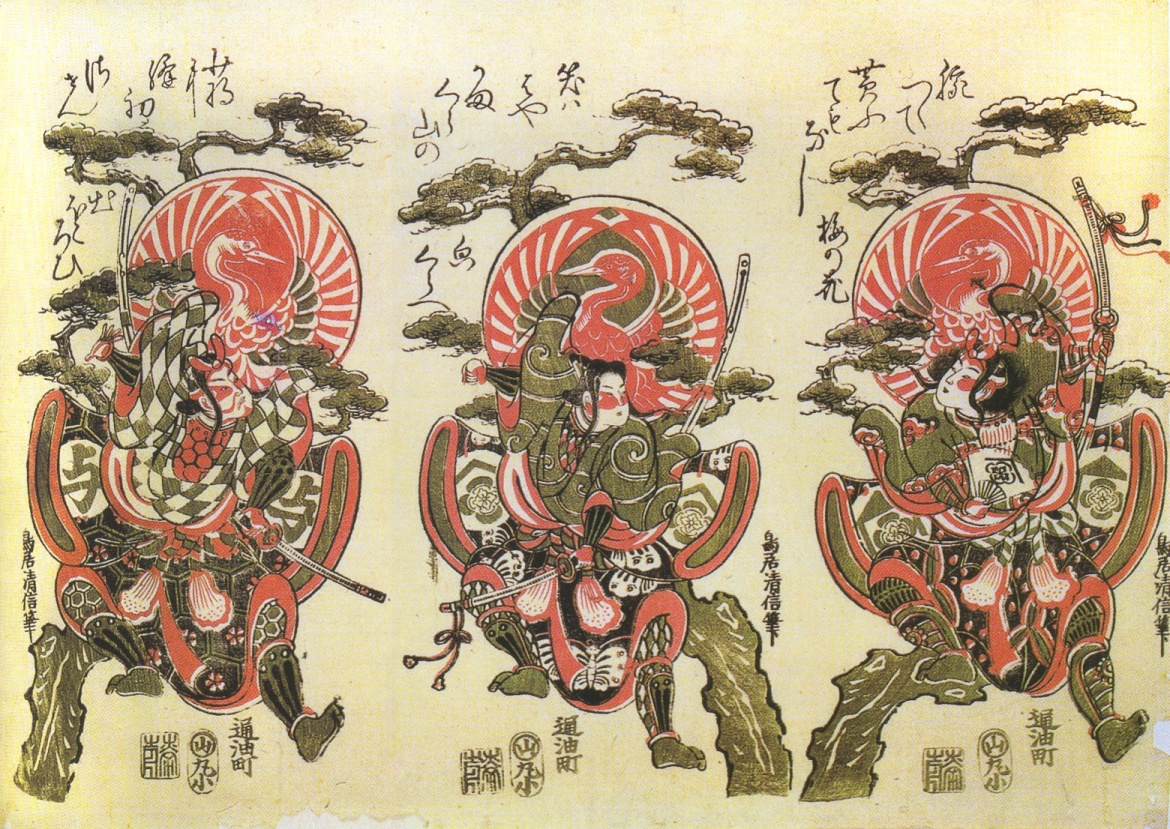
Mitate no Soga: Jūrō, Gorō, Yoshihide (ca. 1744–1751)

Torii Kiyonobu II. (jap. 鳥居 清信; * ca. Anfang des 18. Jahrhunderts; † zweites Drittel des 18. Jahrhunderts) war ein japanischer Holzschnittkünstler und Maler im Stil des Ukiyo-e. Er gehörte der zweiten Generation der Torii-Schule an.
Die Identität Kiyonobus II. ist nicht geklärt. Weder ist bekannt, ob er ein Sohn bzw. ein Adoptivsohn von Kiyonobu I. war, noch lässt sich sagen, mit welchem Namen er signiert hatte, bevor er dessen Nachfolge antrat. Die Forschung benennt alle mit Kiyonobu signierten Drucke, die nach dem im Jahr 1725 erfolgten Rückzug Kiyonobus I. aus dem künstlerischen Leben entstanden und datierbar sind, mit dem Namen Kiyonobu II. Da der Generationswechsel vom ersten zum zweiten Kiyonobu auf keinem bekannten Druck angezeigt ist und sich auch sonst keine stilistischen Unterschiede in den Signaturen oder verwendeten Siegeln nachweisen lassen, können die auf die Zeit 1720er Jahre datierbaren Drucke sowohl von Kiyonobu I. als auch II. stammen. Daneben lässt die erst gegen Ende des 19. Jh. erfolgte Rekonstruktion der Mitglieder der Torii-Schule, die im Wesentlichen auf einigen mehrdeutigen Grabinschriften beruht, die Möglichkeit zu, dass bis zum Jahr 1760 mehrere Künstler unter dem Namen Kiyonobu (II.) signiert haben.
Der genannten Konvention zur Folge war Kiyonobu II. in den Jahren 1726–1760 tätig. Er zeichnete für rund 20 Verleger die Entwürfe für ca. 300 Schauspielerporträts bzw. Kabuki-Szenen im schmalen Hosoban-Format und etwa ein Dutzend in anderen Formaten. Daneben gibt es einige wenige Blätter mit schönen Frauen (bijin-ga), einige shunga-Drucke, zumindest eine erhaltene Darstellung von Tieren (kacho-e), einen erhaltenen Perspektivdruck (uki-e), der eine koreanische Delegation darstellt und drei, je acht Drucke umfassende Serien mit Ansichten der Stadt Edo, die als „Nähkasten-Druck“ (haribako-e) ausgeführt sind (zu den Druckformaten s. die Erläuterungen in der Übersicht zu Fachbegriffen des japanischen Holzschnitts). Bekannt sind außerdem die Illustrationen für elf Bücher, darunter eines zusammen mit Kiyomitsu I., dem Oberhaupt der Torii-Schule in der 3. Generation. Ebenfalls erhalten ist eine mannshohe Votivtafel für den Saidai-Tempel in der Provinz Nara, die den Schauspieler Ichikawa Ebizō II. in einer Kabuki-Rolle darstellt.
Bis in die frühen 1740er Jahre hinein waren die Drucke als handkolorierte Schwarz-Weiß-Drucke ausgeführt, danach entstanden Benizuri-e, Zweifarben-Drucke mit Farbplatten in Rosa und Grün. Zusammen mit Kiyomasu II. gilt Kiyonobu II. als der führende Künstler der zweiten Torii-Generation, auch wenn seine Drucke nicht die gleiche Ausstrahlungskraft aufweisen wie diejenigen seines Vorgängers, Kiyonobu I. Die in späteren Jahren entstandenen und weniger kraftvoll ausgeführten Entwürfe für die Zweifarben-Drucke könnten ein Indiz dafür sein, dass unter dem Namen Kiyonobu II. mehrere Künstler firmiert haben. Sie könnten jedoch auch ein Hinweis dafür sein, dass sich die Holzschnittzeichner der Zeit mit den technischen und künstlerischen Möglichkeiten des neuartigen Mehrfaben-Druckes erst noch vertraut machen mussten.